# The Collected Works
The Collected Works är ett datorspel som innehåller Ultimate Play the Games (senare kända som Rare) storsäljare till ZX Spectrum. Denna samling är idag mycket ovanlig och en raritet hos spelsamlare.
Spelen är:
- Cookie
- Pssst
- Tranz-Am
- Jet-Pac
- Lunar Jetman
- Atic Atac
- Sabre Wulf
- Knight Lore
- Alien 8
- Nightshade
- Gunfright